# Subotica
Subotica (srbsky Суботица, Subotica, maďarsky Szabadka, německy Maria-Theresiopel nebo Theresiopel, rumunsky Subotita) je město na severu Srbska, je to druhé největší město v autonomní provincii Vojvodina (větší je jen Novi Sad, metropole oblasti). Nachází se v historickém regionu Bačka. Subotica je kulturním centrem maďarské a chorvatské národnostní menšiny a jedním z center etnické skupiny Bunjevců.
Zároveň je to správní centrum pro Severobačský okruh a nejsevernější město v Srbsku.

## Poloha
Město se nachází na severním okraji Srbska v Panonské nížině, 7 km jižně od maďarsko-srbské hranice, při hlavním silničním a železničním tahu mezi městy Budapešť a Bělehrad (zhruba v jeho polovině). Ze severu jej obklopují lesy (a přírodní rezervace Subotička peščara), z jihu otevřená krajina, která je intenzivně zemědělsky využívána. Ve vzdálenosti 8 km východně od města se rozkládá Palićské jezero. Nadmořská výška města činí 109 m n. m. Rozloha města (včetně všech jeho městských částí a dalších přilehlých oblastí) činí 1008 km², z toho 123 km² tvoří urbánní zóna.
Subotica se nachází 41 km jihozápadně od Segedínu, 165 km jižně od Budapešti, 80 km jihovýchodně od Szekszárdu, 92 km severně od Nového Sadu a 168 km severozápadně od Bělehradu.

## Klimatické poměry
Město (stejně jako celá jižní část Podunajské nížiny) má prvky kontinentálního klimatu, které představují: chladné zimy, teplá léta a proměnlivost srážek v různých ročních dobách. Průměrná roční teplota zde činí 11,4 °C, relativní vlhkost vzduchu 69 %, počet deštivých dní činí 105 a úrhn srážek 491,3 mm.

## Dějiny
Subotica je poprvé v písemných pramenech zmiňována 7. května roku 1391, nicméně místo bylo osídleno jistě v dřívějších dobách. Středověký vývoj dějin města je nezbytné odvozovat ze skutečnosti, že Subotica se jakožto jihouherské město nacházela poblíž hranic s Osmanskou říší, která podnikala na sever časté výboje a v mnoha případech i úspěšné.

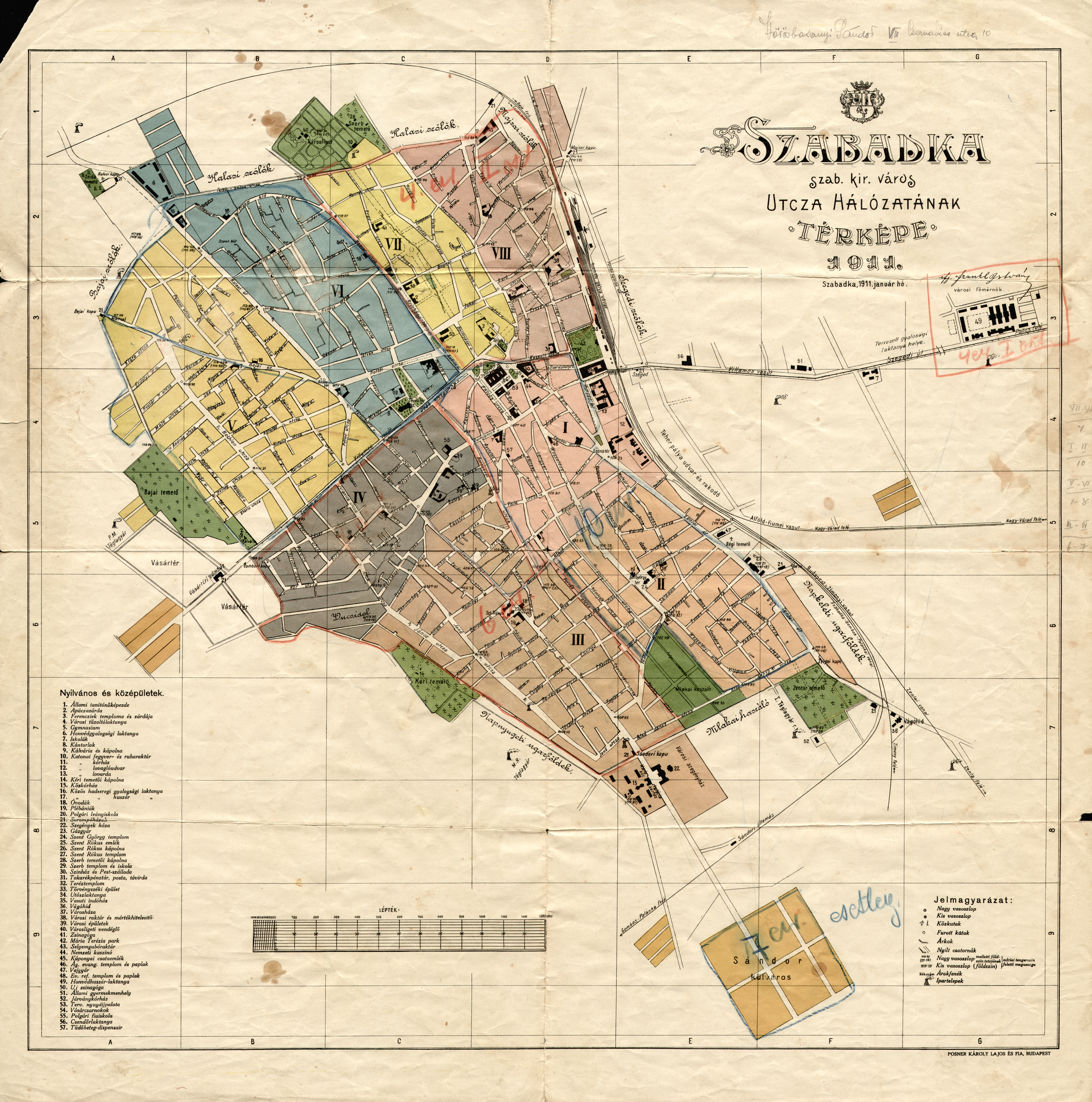
Mapa města z roku 1911

Válečný chaos vedl k častému stěhování obyvatelstva, díky čemuž se v Subotici kromě Maďarů objevili také Němci, Slováci, Židé, Bulhaři a Srbové. Vrchnost se často střídala, stejně jako jméno města. Od původního Zabadka z roku 1391 se vystřídalo více než 200 názvů, nicméně vzhledem k tradici používání latiny v Uhersku jsou nejpoužívanějšími z jmen Szent-Maria, Maria-Theresiopolis, Maria Theresiastadt a samozřejmě maďarské Szabadka a do srbštiny přeložené současné jméno – Subotica.
Po bitvě u Moháče v roce 1526 se Subotica stala součástí Osmanské říše. Většina maďarské populace uprchla na sever do Královského Uherska. Bálint Török, místní šlechtic, který vládl Subotici, také utekl z města.
Jako město vybudované na významných obchodních trasách se stala Subotica místem mnohých historických událostí. Sedmihradský vévoda János Pongrác zde proto vybudoval v roce 1740 pevnost. Avšak ani ta nebyla ušetřena vlivu času a agresivitě lidí. Pozůstatky této pevnosti jsou dodnes dochovány, část tehdejší zdi je nyní součástí věže františkánského kostela.
Turci město obsadili roku 1542 a vládli až do roku 1686, kdy byla Subotica spolu s celým Uherskem obsazena vojsky Habsburské monarchie. V roce 1743 prohlásila Marie Terezie Subotici svobodným stoličným městem a roku 1779 rakouský císař vyhlásil, že je Subotica svobodným královským městem. Roku 1845 získalo město současný název (maď. Szabadka podle dne v týdnu soboty). V roce 1853 zde bylo vybudováno první divadlo, roku 1869 přijel do města první vlak. Součástí Uherska město zůstalo až do roku 1918, kdy se stalo součástí Království SHS a později Jugoslávie. Konec Rakousko-Uherska v Subotici znamenal příchod francouzské armády dne 13. listopadu 1918.
Konec 19. století znamenal pro město příchod nových vymožeností; otevíraly se školy, spojení se světem zajistila pošta a později i železnice a vznikal průmysl. V roce 1896 byl do města zaveden elektrický proud.
Druhá světová válka změnila národnostní složení obyvatelstva, Subotici opustili hlavně Němci a Židé.
Historické centrum města bylo v roce 1986 prohlášeno za památkově chráněné.
V roce 1999 mělo město 100 386 obyvatel.

## Ekonomika

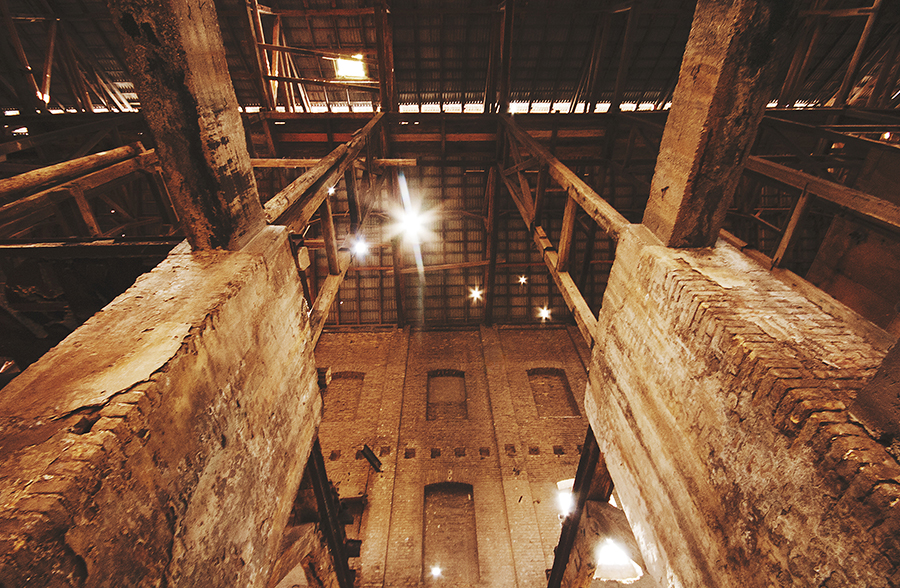
Interiér chemického závodu v Subotici

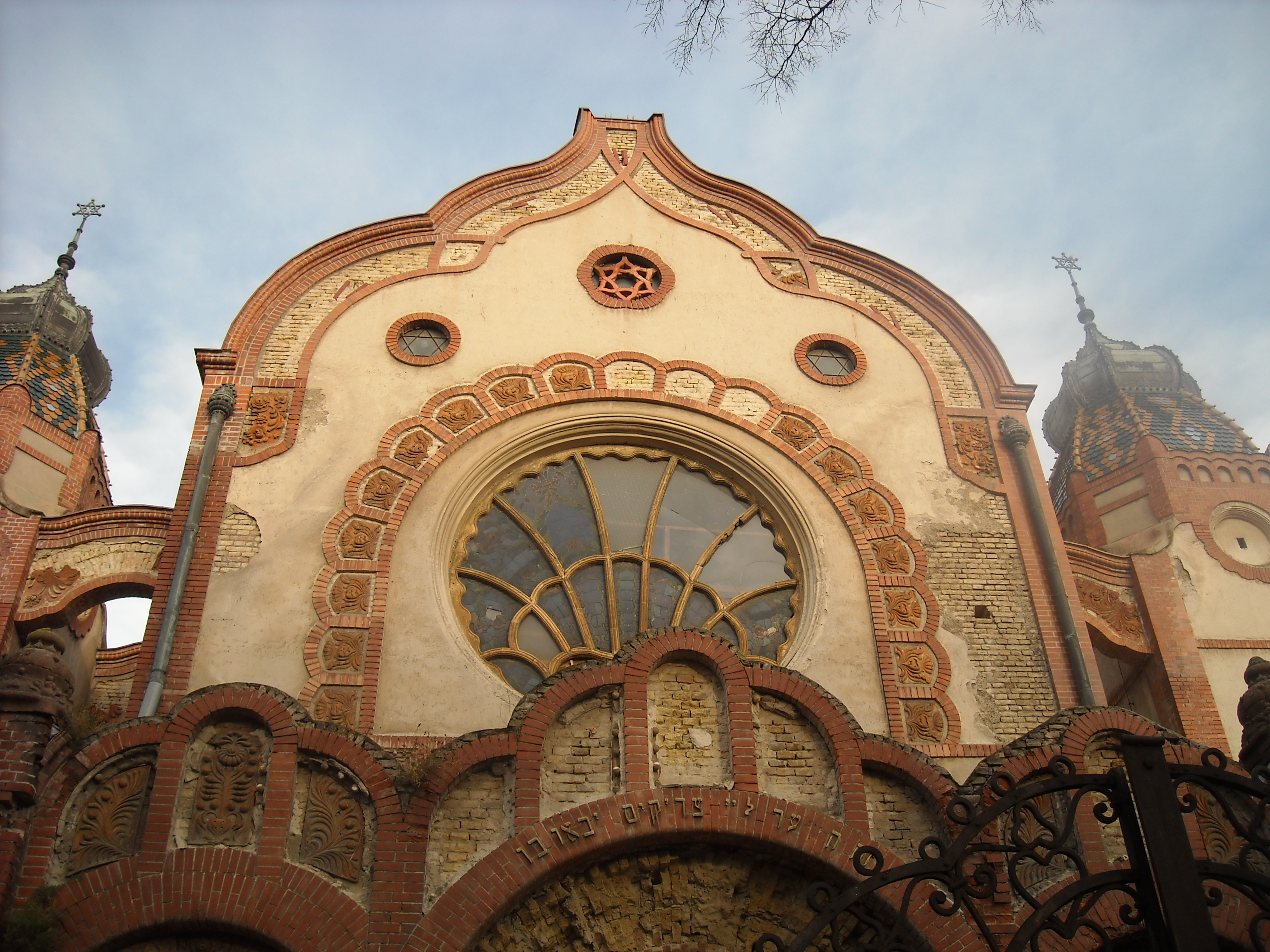
Secesní synagoga.

Mezi hlavní zaměstnavatele na území města Subotica patří především státní, resp. veřejný sektor, dále potom oblasti školství a obchodu. Vyniká ještě i řada subjektů, zaměstnávajících v oblasti průmyslu. Město mělo historicky vyšší míru HDP na obyvatele, než byl celojugoslávský, resp. srbský průměr. V roce 2001 měla místní ekonomika výkon o 38 % vyšší, než v celé zemi.
Ve 20. století byl v Subotici rozvíjen potravinářský průmysl, a to vzhledem k intenzivnímu využívání okolní velmi úrodné rovinaté krajiny. Během existence socialistické Jugoslávie byly v Subotici zřízeny četné potravinářské podniky, mezi které patřily např. Pionir, Fidelinka a další. Společnost Simex vyráběla alkoholické nápoje. Společnost 29. novembar (pojmenovaná podle Dne republiky např. vyráběla konzervy, firma Zorka např. umělá hnojiva. Zastoupeno bylo v menší míře i strojírenství, např. výroba kol pro motocykly nebo železničních vagonů (továrna Ferum).
Řada z těchto podniků se adaptovala po složité transformaci jugoslávské, resp. srbské ekonomiky na nové poměry. Jen v roce 2009 byly ze Subotice vyvezeny potravinářské výrobky v hodnotě 30 milionů dolarů. Do roku 2019 působila v Subotici i společnost Azotara, která produkovala hnojiva. Dále je zde firma Bratstvo, která se zabývala výrobou/opravou železničních vagonů. Svojí továrnu má ve městě i společnost Siemens. Na území města se nachází volná hospodářská zóna (srbsky Slobodna zona Subotica), která má obrat ve výši stovek milionů eur a kde je zaměstnáno na šest tisíc lidí. Podílí se na přílivu obyvatel do města. V roce 2021 bylo oznámeno, že v Subotici vznikne i závod na výrobu baterií do elektromobilů.
V zemědělské produkci Subotice a okolí převažují především obilniny, které jsou využívány v potravinářství (68 % osevní plochy v roce 2010). Cca 88 % území města tvoří obdělávaná půda. Místní půda je velmi písčitá, složení písku zadržuje velmi silně vodu. Lokalita, která je mimo jiné i chráněnou přírodní památkou, se táhne až k obci Horgoš a z menší části se nachází i u Tavankutu. Dále jsou zastoupeny technické plodiny (okolo 12 %), krmné plodiny (okolo 6 %) a další. 3 571 ha plochy města Subotica pokrývají lesy.
V roce 2021 činil průměrný čistý plat na území města Subotica 59 427 RSD (cca 12 800 Kč). V roce 2007 činila nezaměstnanost 18 000 práceschopných osob (okolo 40 %). Atraktivitu města co do příjmů ohrožuje fakt, že ekonomicky silnější Maďarsko se nachází velmi blízko. Město vábí sezonní pracovníky především v letní sezoně.
Hlavní turistickou destinací města je Palićské jezero, které je oblíbené jak mezi místními, tak i v regionu. V jeho blízkosti se také nachází zoologická zahrada. Další oblíbenou přírodní rezervací v okolí je Zvláštní přírodní rezervace Ludaš. Historické centrum města má řadu secesních památek. V roce 2010 navštívilo město okolo padesáti tisíc turistů, zhruba třicet tisíc z nich bylo domácích návštěvníků. Roku 2021 zaznamenala Subotica 150 000 přenocování, 1/3 byli zahraniční návštěvníci. V rámci své turistické strategie a komunikace k veřejnosti se snaží prezentovat především secesní památky, které vznikly v období, kdy bylo město součástí Uherska.
Město je také oblíbeným cílem návštěvníků z nedalekého Maďarska, především díky nižším cenám zboží nebo bleším trhům.
V roce 2023 činil průměrný plat v Subotici 105 000 RSD.

## Obyvatelstvo

### Struktura obyvatelstva
V roce 2002 v Subotici a okolních obcích žilo dle srbského sčítání lidu celkem 148 401 obyvatel. Město je etnicky velmi různorodé a je jedním z hlavních kulturních center maďarské národnosti na území Srbska. Téměř jednu třetinu obyvatelstva Subotice tvoří Maďaři, zbytek Srbové a další národnosti. Počet obyvatel města rostl až do 80. let 20. století, od té doby se drží zhruba na stejné úrovni okolo sta tisíc. Vzhledem k velikosti města si Subotica udržovala i na počátku 21. století pozitivní trend co se týče růstu počtu obyvatel, byť byl přírůstek relativně nízký. Do Subotice se sestěhovávají lidé z okolních vesnic i vzdálenějších sídel. Z města naopak odcházejí někteří místní do jižního Maďarska nebo do Budapešti.

### Náboženství

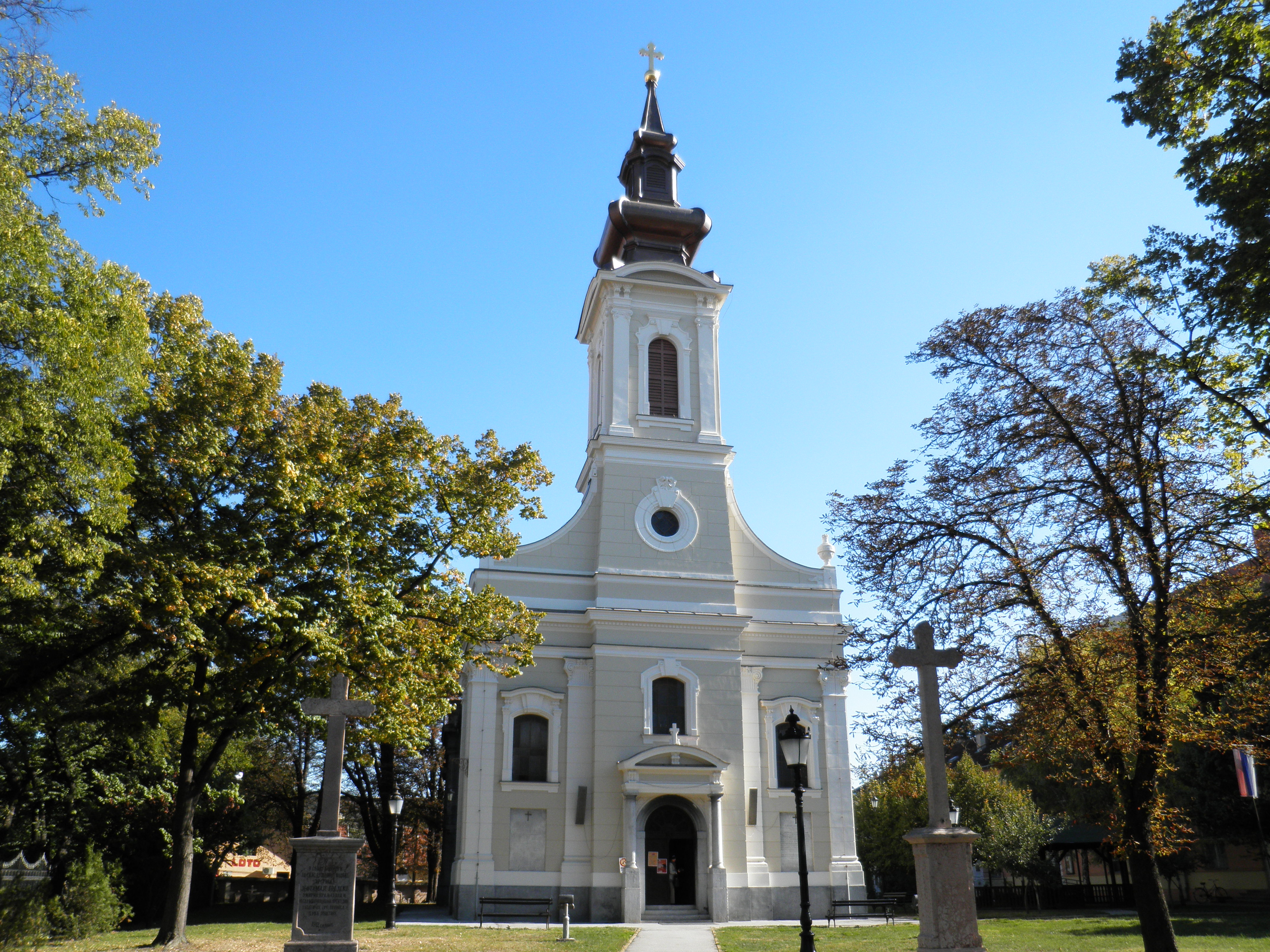
Kostel sv. Dimitrije v Subotici

V Subotici sídlí římskokatolická diecéze regionu Bačka. Statisticky představuje Subotica obec s nejvyšším podílem katolických věřící na území Srbska, 57 % místních se hlásí k Římskokatolické církvi. Nachází se zde osm katolických farních kostelů, františkánské duchovní centrum a sídlí zde také katolická střední škola, jediná svého druhu v Srbsku. Hlavním římskokatolickým kostelem je bazilika Terezie z Ávily, která se nachází na náměstí obětí fašismu.
Co do počtu věřících je druhou zastoupenou Srbská pravoslavná církev. Hlásí se k ní dle dat ze sčítání lidu 27,79 % místních obyvatel. V Subotici stojí dva pravoslavné kostely. Administrativně jsou součástí Eparchie Bačka. Své svatostánky mají v Subotici i věřící, kteří se hlásí ke kalvinismu, resp. luteránství.
Židovská komunita byla v Subotici historicky relativně početná, třetí po Bělehradu a Novém Sadu. Židů zde žilo okolo čtyř tisíc. Po druhé světové válce přežilo holocaust okolo 1 000 subotických Židů, značný počet z nich odešel do státu Izrael. V roce 2011 se ve sčítání lidu přihlásilo k judaismu okolo 90 místních obyvatel.
Zhruba šest stovek obyvatel města se hlásí rovněž k islámu, od roku 2008 stojí v Subotici i mešita. Místní islámská obec se rozvíjí postupně od 90. let 20. století, jejími příslušníky jsou především obyvatelé bývalé Jugoslávie z oblastí, kde je rozšířeným náboženstvím islám (Bosna a Hercegovina, Sandžak, Kosovo apod.)

### Jazyky
Srbský jazyk je nejrozšířenějším jazykem v každodenním životě. Maďarský jazyk je ve svých každodenních rozhovorech využíván téměř třetinou obyvatel. Oba jazyky jsou také široce používány v komerčních a oficiálních značkách  Městská samospráva používá oficiálně srbský, maďarský a chorvatský jazyk, od roku 2021 k nim oficiálně přibyl i bunjevecký jazyk.

## Místní části

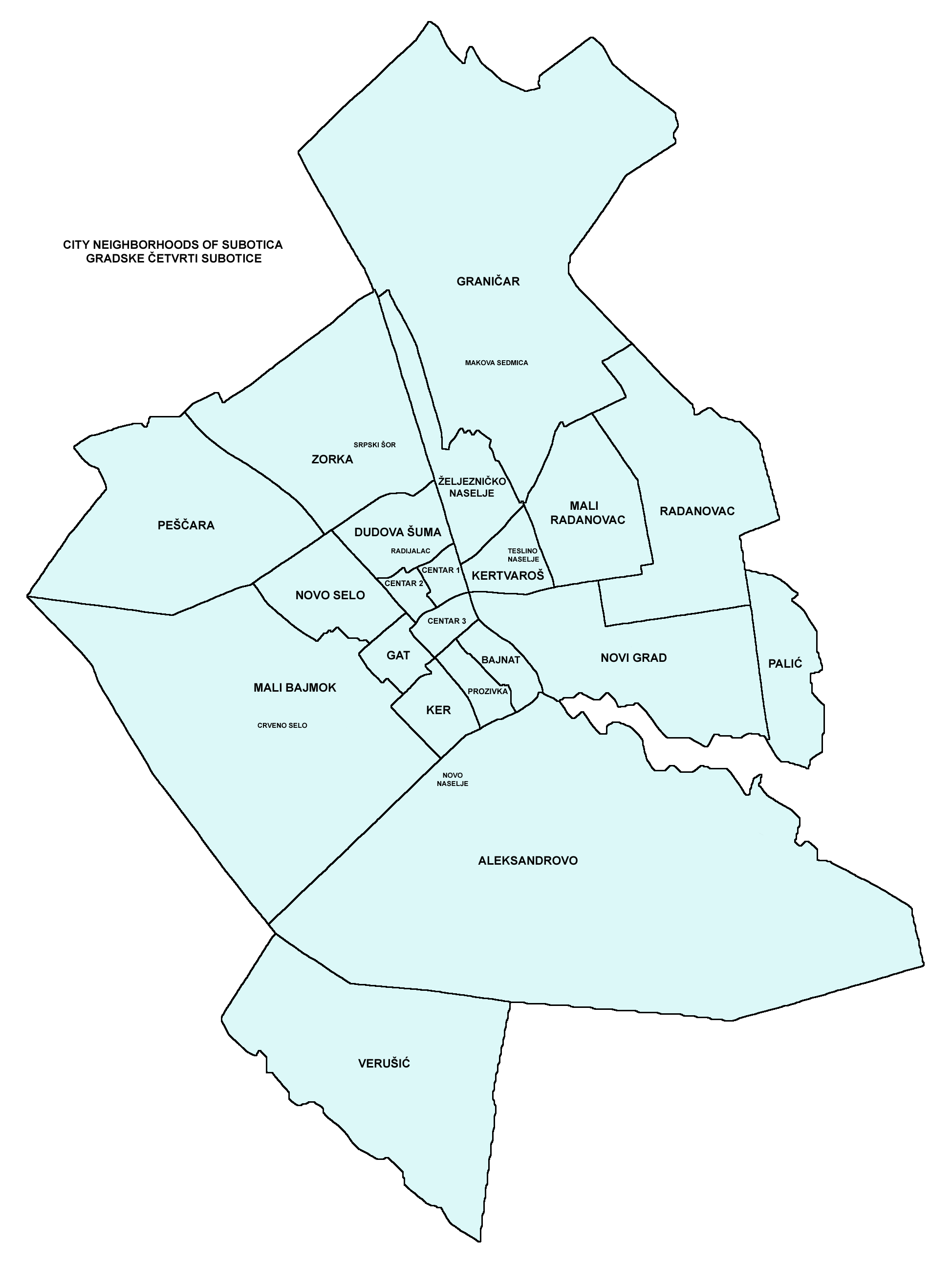
Současné dělení města

Město Subotica je rozděleno na místní části, které se dále dělí na městské a příměstské. Zahrnují části města s počtem obyvatel od 2 000 do 10 500 u městských, a 600 do 9 000 u příměstských. Městské části jsou v Subotici následující:
- Aleksandrovo
- Bajnat
- Centar
- Dudova Šuma
- Gat
- Graničar
- Ker
- Kertvaroš
- Makova Sedmica
- Mali Bajmok
- Mali Radanovac
- Novi Grad
- Novo Naselje
- Prozivka
- Srpski Šor
- Teslino Naselje
- Veliki Radanovac
- Zorka
- Železničko Naselje

## Kultura

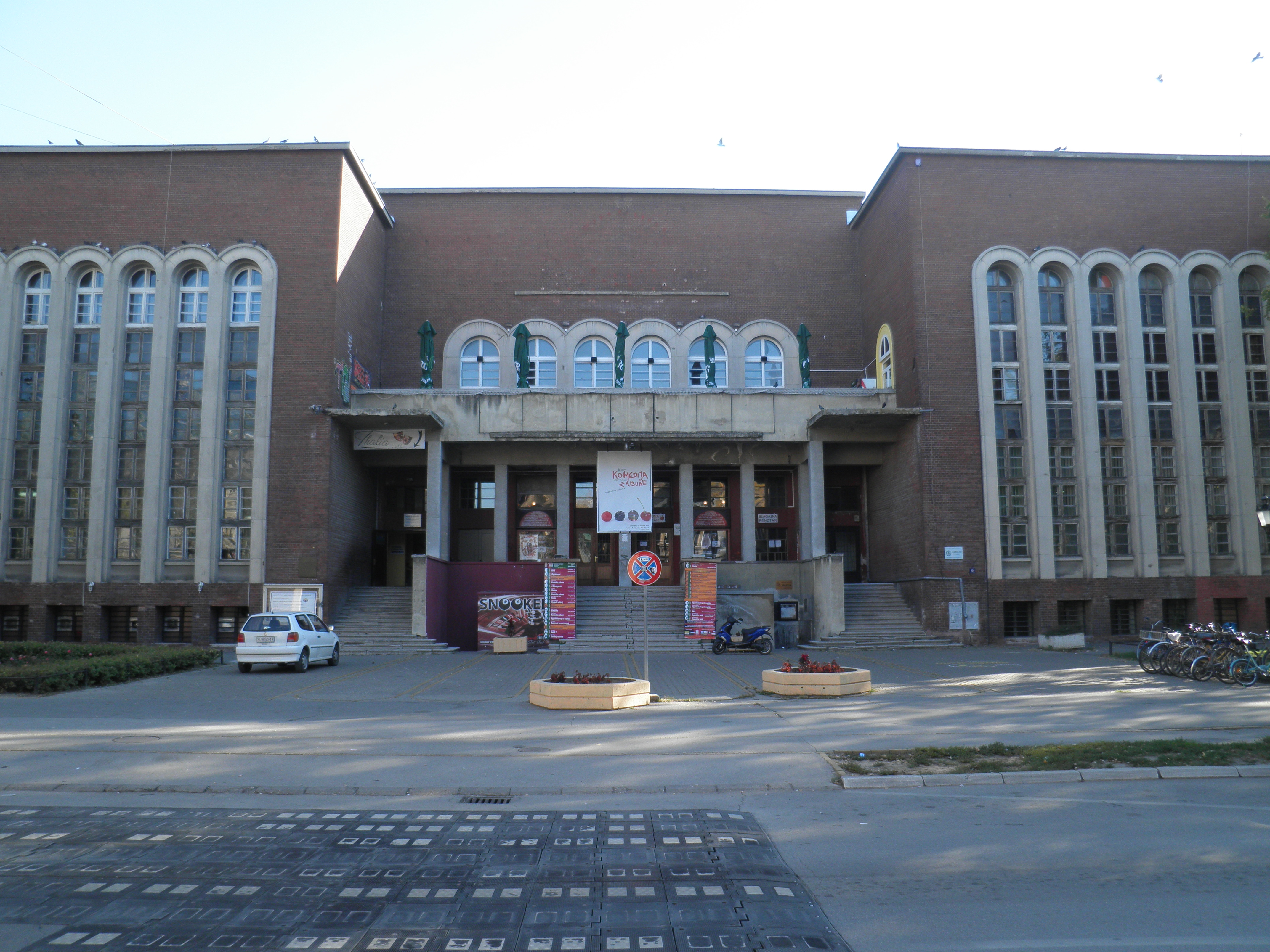
Sokolský dům a divadlo pro děti.

### Kulturní instituce
Mezi místní kulturní instituce patří např. místní národní divadlo, dále zde působí divadlo "Deže Kostolanji". Místní městské muzeum. Druhé sídlí v secesní budově z roku 1906, instituce byla založena roku 1892 a reorganizována v roce 1948.
Významnou kulturní institucí zde také je městská knihovna nebo historický archiv. Město Subotica provozuje rovněž i galerii současného umění a Galerii Vinka Perčiće.
Působí zde rovněž i divadlo pro děti. Stojí zde také Galerie současného umění.

### Kulturní akce
Mezi pravidelné kulturní akce, které se pořádají v Subotici, patří např. Mezinárodní veletrh podnikatelů, Evropský filmový festival u Palićského jezera, Mezinárodní festival dětského divadla, Letní divadelní večery, festival elektronické hudby Summer3P a další. U Palićského jezera se rovněž slaví pravidelně od roku 1989 i dny sklizně na místních vinohradech a v ovocných sadech (srbsky berbanski dani). Svoje kulturní akce mají i národnostní menšiny, například chorvatská a maďarská.

### Kulturní památky

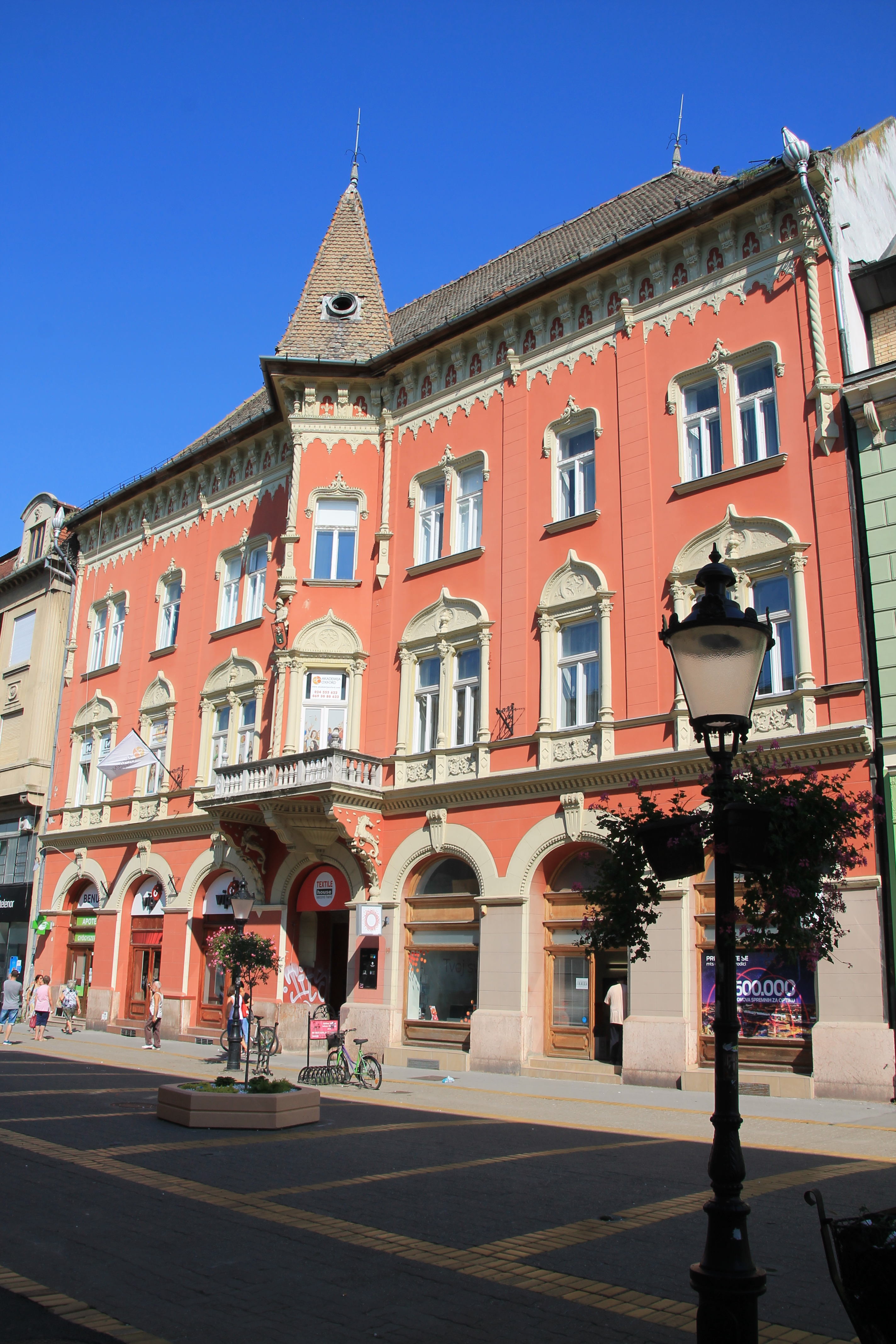
Vojnovićův palác.

Subotica má celou řadu kulturních památek. V roce 1918 byla jedním z největších měst v rámci Království Srbů, Chorvatů a Slovinců. Značná část budov vznikla ve stylu maďarské secese v období přelomu 19. a 20. století, kdy tehdejší Uhry prožívaly ohromný hospodářský i společenský vzestup.
- Subotická radnice, která vznikla na počátku 20. století, slouží i nadále svému účelu a představuje jeden z největších radničních domů na území současného Srbska. Má věž o výšce 45 m.[22]
- Raichelův palác, secesní stavba, která vznikla dle návrhu architekta Ference Raichleho. Dokončena byla roku 1904. Uvnitř sídlí Muzeum současného umění.[23]
- Národní divadlo, s průčelím inspirovaným antickou architekturou na hlavním náměstí. V rámci divadla působila, resp. působí i maďarská scéna.[24]
- Manojlovićův palác v centru města.
- Budova městské knihovny v centru města, založené r. 1892.[25]
- Palác obchodní banky.[20]
- Levićův palác
- Městské muzeum, sídlící v budově paláce Mikše Demetera, který vznikl ve stylu maďarské secese.[20] Dokončena byla roku 1906, architektem byli bratři Vágóvé.[23]
- Fontány na náměstí z keramiky Zsolnay (původem z dnes maďarské Pécsi).
- Františkánský klášter v centrální části města.

Mezi náboženské stavby potom patří následující:
- Pravoslavný chrám Nanebevstoupení Páně, vybudovaný v letech 1723–1726. Věž k němu byla dobudována roku 1910.[26]
- Františkánský kostel z poloviny 18. století
- Bazilika sv. Terezy z Ávily z druhé poloviny 18. století. Od roku 1974 se jedná o basilicu minor.[27]
- Pravoslavný kostel v Aleksandrovu z roku 1818
- chrám sv. Jiří z roku 1897
- Synagoga v Subotici, rovněž zbudovaná v secesním stylu, stejnými architekty, kteří vyprojektovali místní radnici.[28]
- Mešita Muhadžir, otevřená v roce 2008

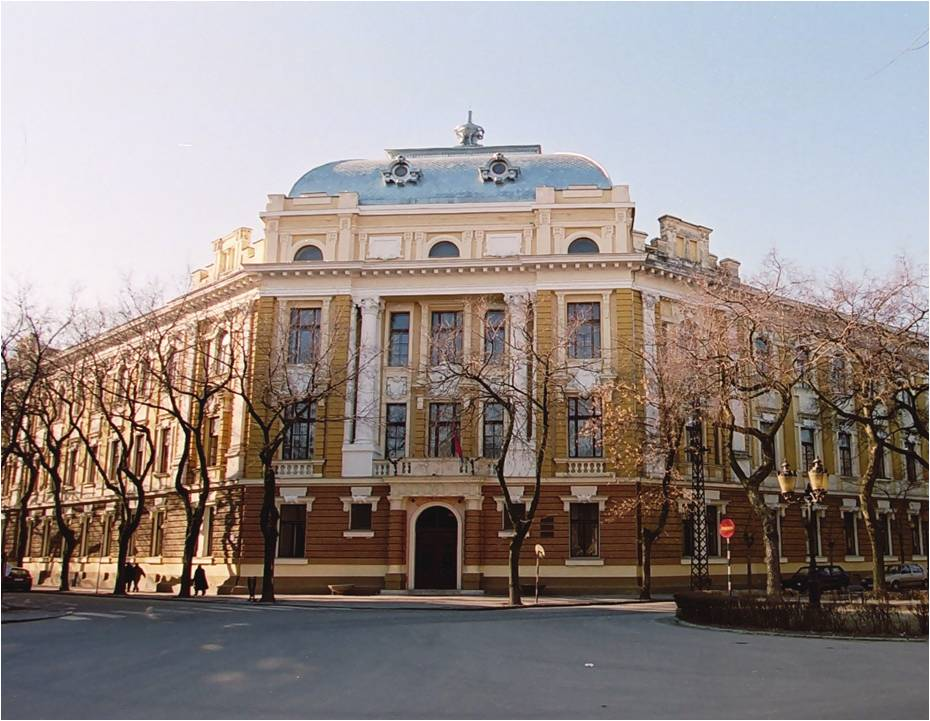
Gymnázium Svetozara Markoviće v Subotici
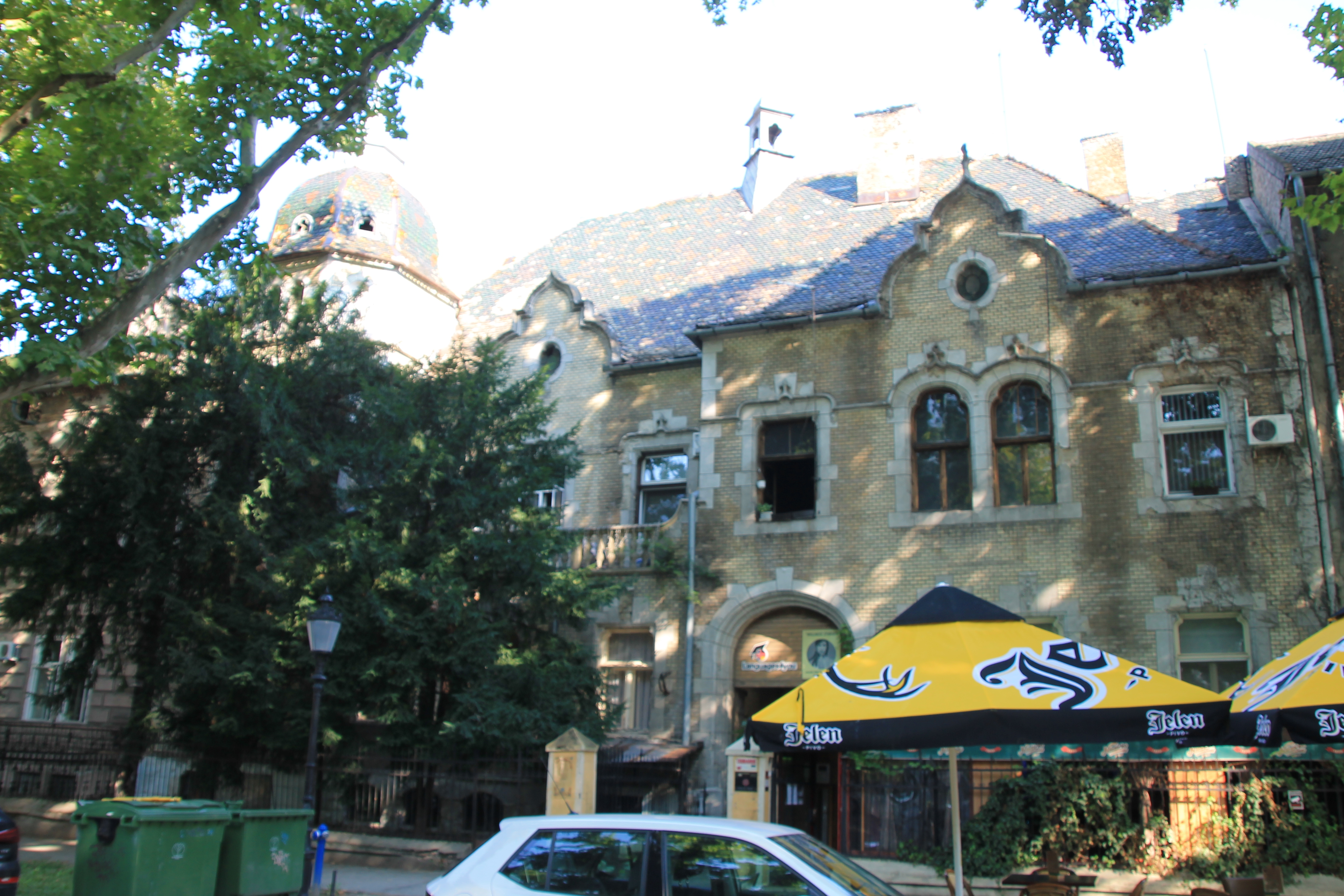
Leovićův palác
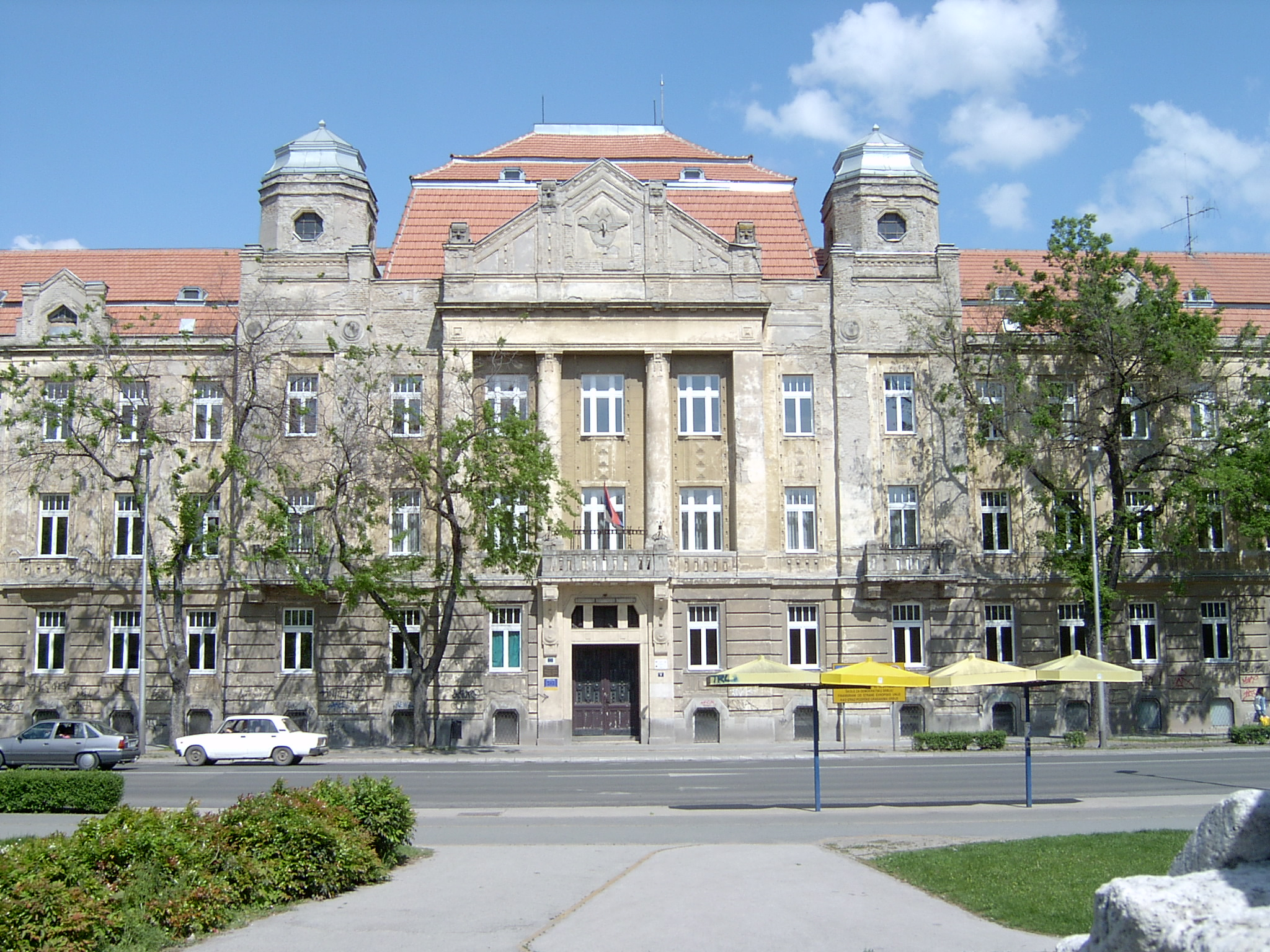
Technická škola
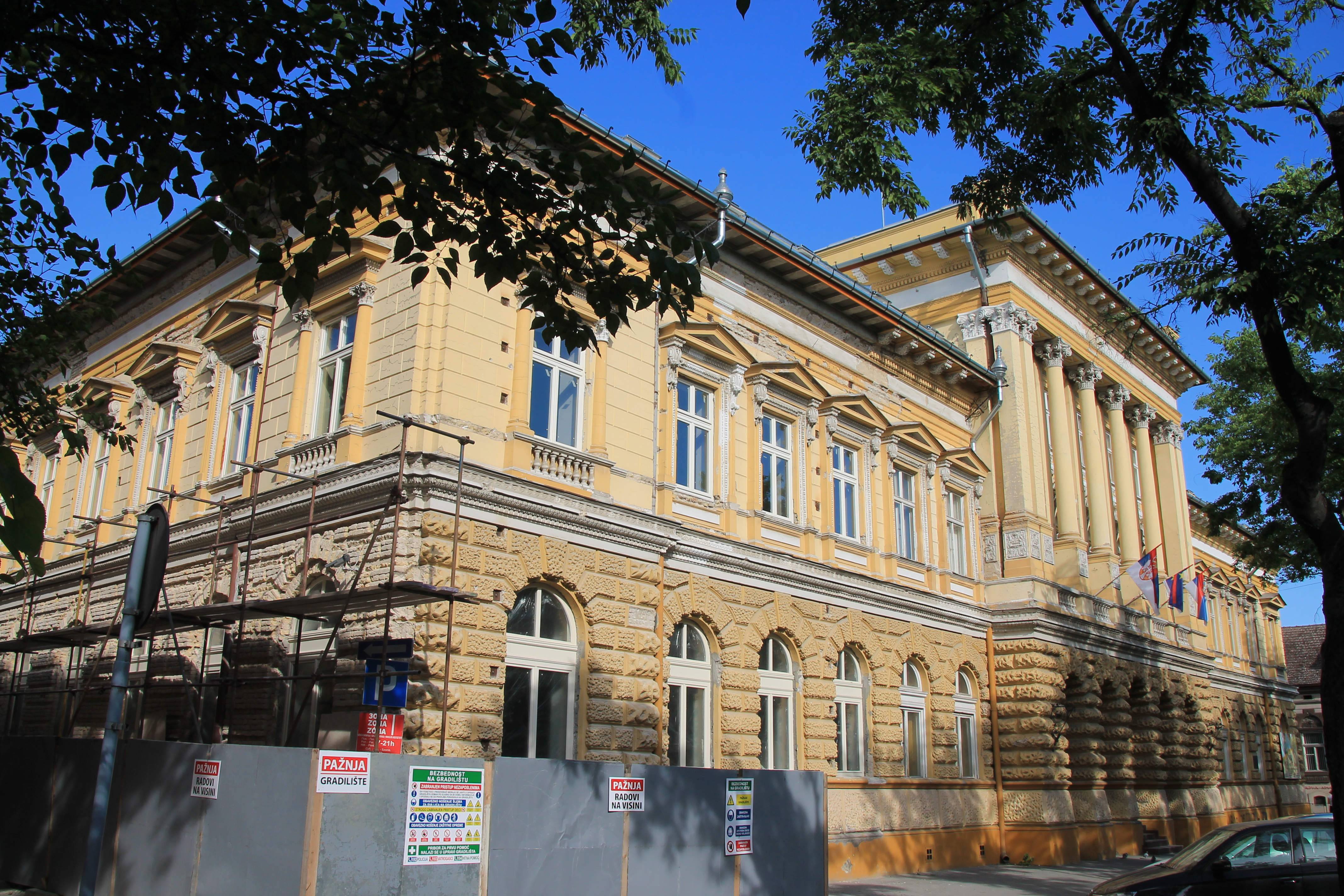
Žlutý dům – sídlo pedagogické fakulty
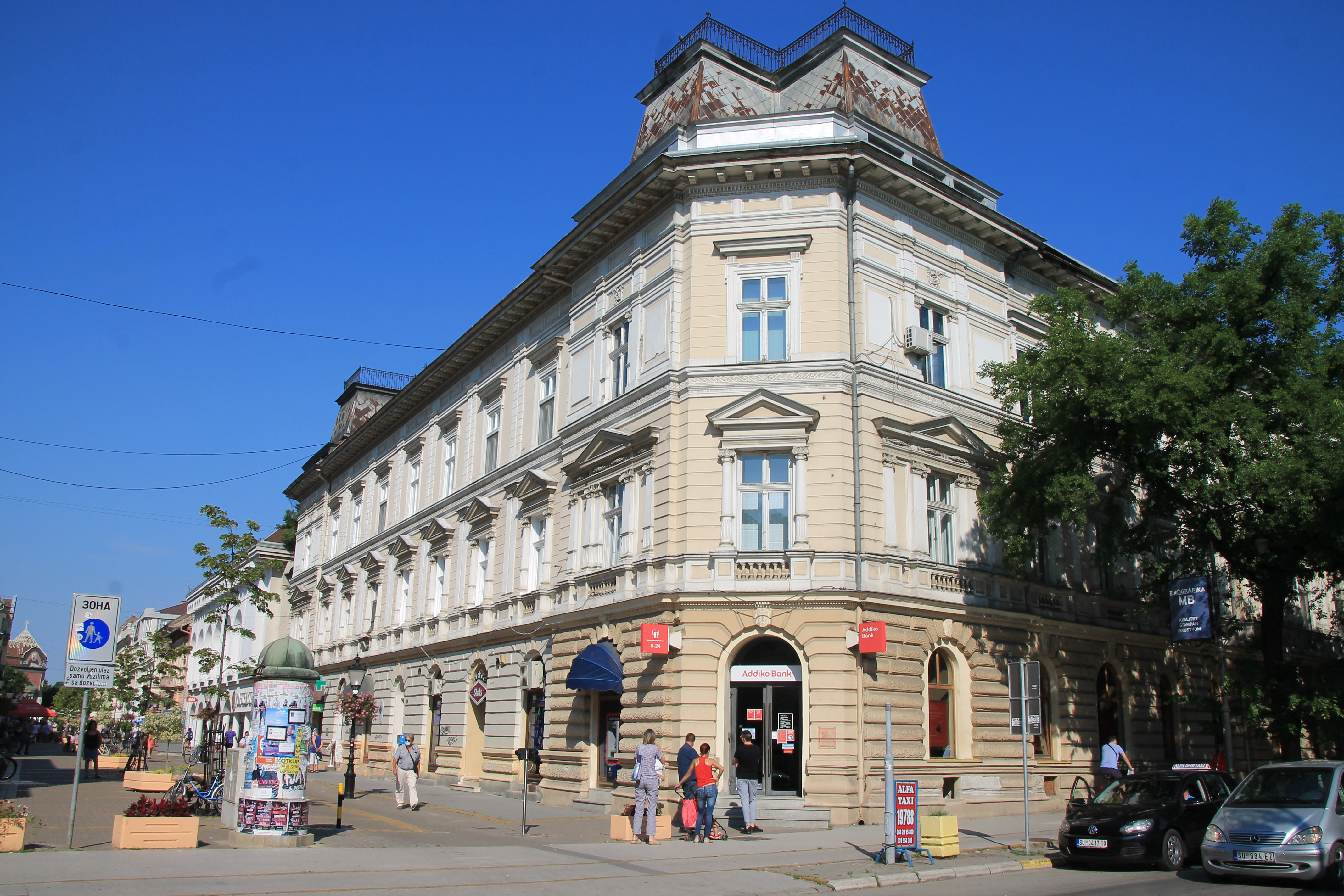
Prokešův palác
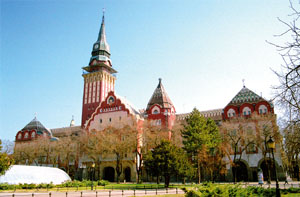
Budova radnice
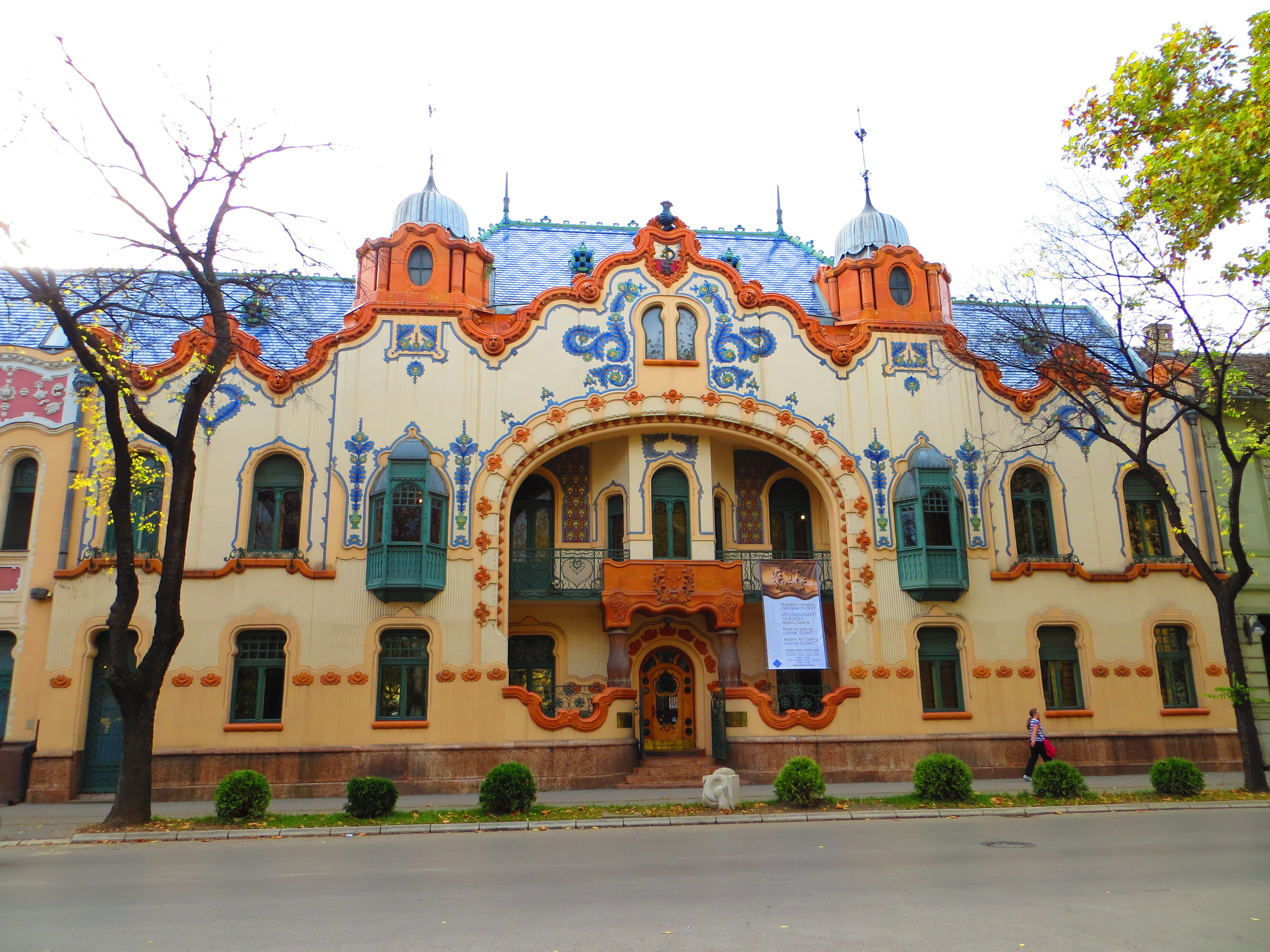
Rajchlův palác

## Doprava

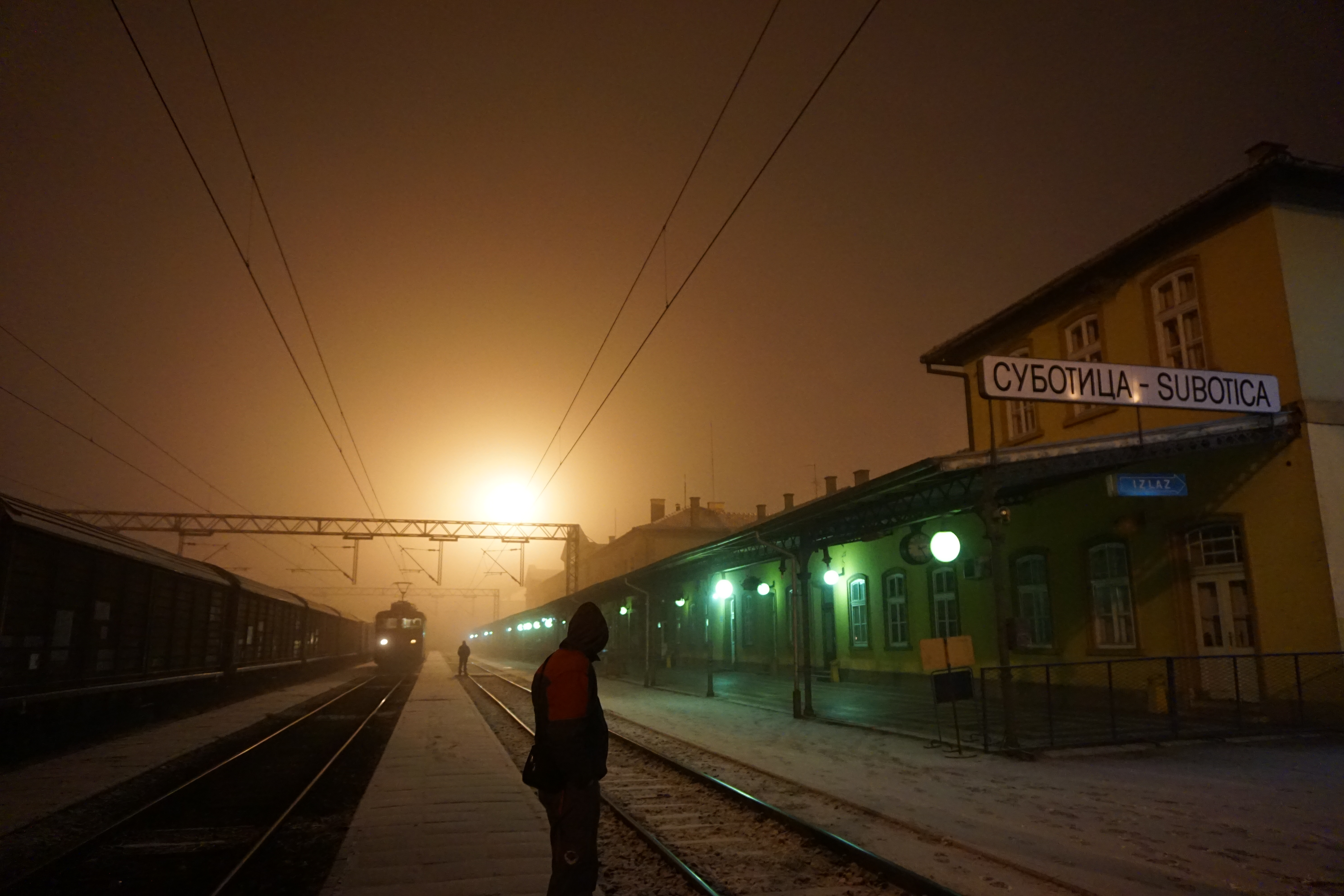
Místní nádraží

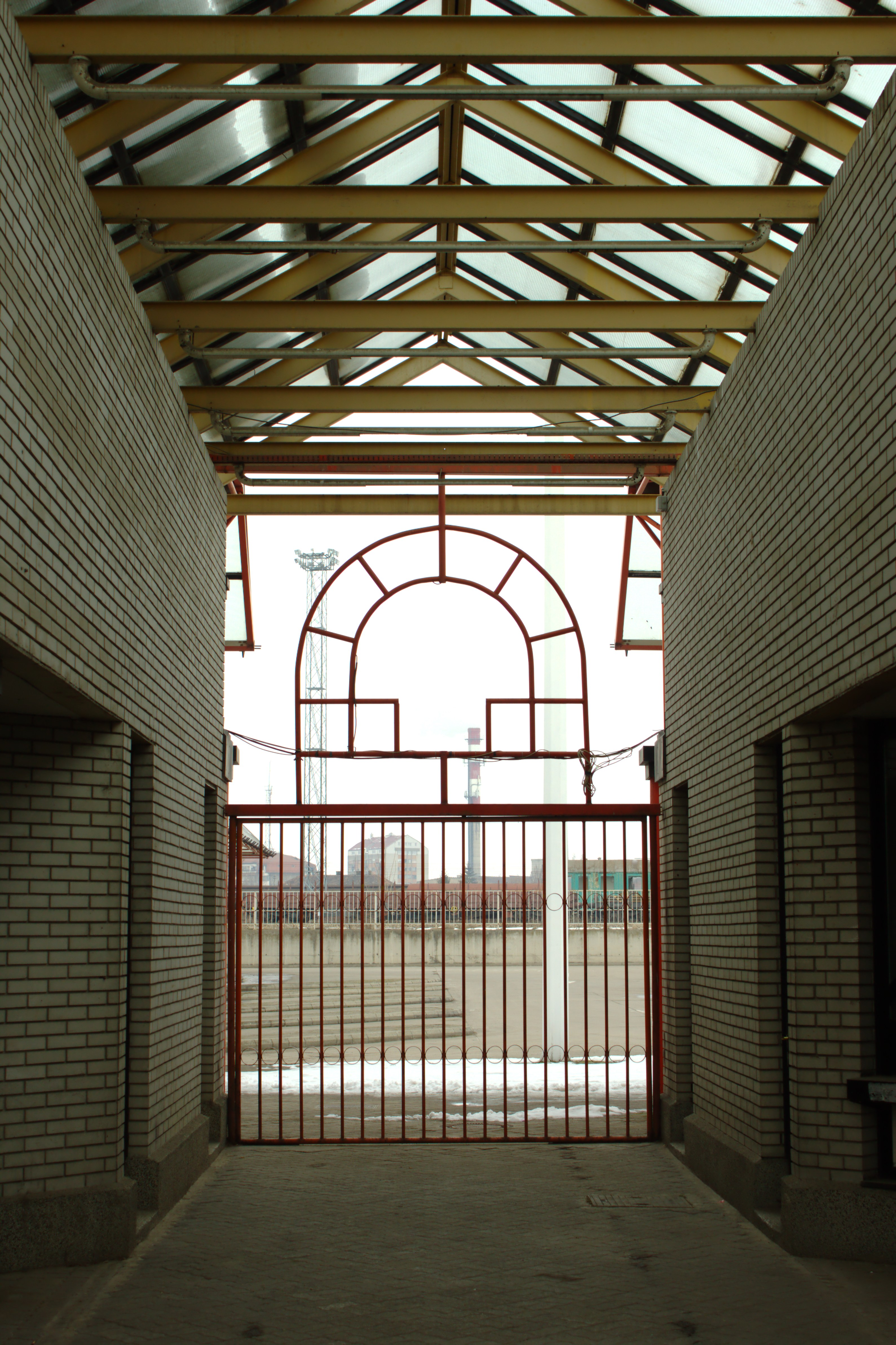
Průchod na místním autobusovém nádraží

### Silniční
Východně od města je severo-jižním směrem vedena dálnice A1 která směrem na sever přes Hraniční přechod Horgoš–Röszke vede do Budapešti a jižním směrem do Nového Sadu a Bělehradu.
Další hlavní silnice ze Subotice směřují přes hraniční přechod Kelebia do města Kiskunhalas (v Maďarsku), směrem na západ do Somboru, směrem na jih do Bačky Topoly a směrem na východ do Segedínu. Z jihozápadní strany vede silnice celostátního významu č. 11, která obchází Subotici jako její obchvat.
Autobusové nádraží Subotica je umístěno jižně od železniční stanice při ulici Senćanski put.

### Železniční
Subotica je také významný železniční uzel. Má jedno centrální nádraží, jižně od něj stojí nádraží nákladové. Na západním okraji města se dále nachází stanice Subotica-předměstí (srbsky Subotica-pregrađe). Roli hlavního dopravního uzlu měla již jako jihouherské město. Ta mu do značné míry zůstala i v dobách existence Jugoslávie, byť byly některé původní železniční tratě přerušené vzhledem k vzniku nových hranic po podpisu Trianonské smlouvy.
Jako železniční uzel slouží město i dnes. Směřuje sem trať z Budapešti a vede odsud hlavní trať do Bělehradu, uvedené severojižní spojení představuje hlavní napojení města z hlediska železniční dopravy. Do konce roku 2023 má být trať z Bělehradu modernizována.
Kromě toho ze Subotice vede i několik menších regionálních železničních tratí, a to Somboru, Senty a Segedínu v Maďarsku. V minulosti směřovala ze Subotice rovněž i trať na západ (také na území Maďarska), a to do Bácsalmáse, ale ta byla později zrušena. Do roku 2020 byla opět obnovena.

### Letecká
V blízkosti města se nachází Sportovní letiště Ivana Sariće, které slouží pro potřeby místního aeroklubu. Letiště může sloužit i lehkým sportovním letounům z EU.

### Lodní
Nejbližší přístav se nachází ve městě Kanjiža na řece Tise. Místní kanály a vodní plochy slouží pouze k zavlažování a nikoliv k dopravě.

### Městská
Od roku 1897 zajišťovaly veřejnou dopravu v Subotici tramvaje a od roku 1927 i autobusy. Tramvajová doprava byla zrušena roku 1974, v současné době jsou v provozu pouze autobusy. Provozovatelem je společnost Subotica Trans a cestujícím slouží přes deset městských linek.

## Infrastruktura
Centrální část města má kanalizační síť, která pokrývá zhruba polovinu všech domů. V případě příměstských sídel, které spadají pod město Subotica, je tento počet ještě nižší. Některé kanalizační stoky jsou velmi staré a budovány jsou z cihel.
Zhruba čtvrtina všech domů je vytápěna centrálně z místní teplárny.
V roce 2019 byla dokončena výstavba místní skládky, její zprovoznění však bylo nakonec odloženo a měla by sloužit pro místní odpadové hospodářství od roku 2023.

## Média
Vzhledem k pestrému národnostnímu složení pohraničního města vychází v Subotici řada deníků v srbském, maďarském i chorvatském jazyce. Mezi maďarské deníky patří např. Magyar Szó, který vychází od roku 1944, dále potom Hrvatska riječ a Zvonik vycházejí chorvatsky a mezi regionální srbské noviny patří Subotičke novine.

## Školství
Vyučování v latině probíhalo v Subotici již v polovině 19. století. Později zde vzniklo i gymnázium. Do roku 1918 probíhal rozvoj školství v rámci Rakousko-uherského systému, který následně Jugoslávie částečně převzala a doplnila.
V Subotici se nachází 15 základních, 10 středních a 7 vyšších škol nebo fakult. Na základních školách studuje v průměru okolo deseti tisíc žáků, na školách středních je to okolo šesti tisíc. Zhruba 20 % místních studentů nebo žáků studuje v maďarském jazyce.
Svojí univerzitu město Subotica nemá, působí zde ale Ekonomická fakulta Univerzity v Novém Sadu,, fakulta stavební,od roku 1920 i Právnická fakulta.[zdroj?] Rovněž je zde dislokována i fakulta stavební UNS.
Město má vlastní hudební školu, jejíž tradice sahá až do roku 1868. Ekonomická fakulta zaznamenala v roce 2020 a 2021 díky pandemii koronaviru podstatný nárůst studentů. Ve městě stojí rovněž i budova Otevřené univerzity.

## Sport

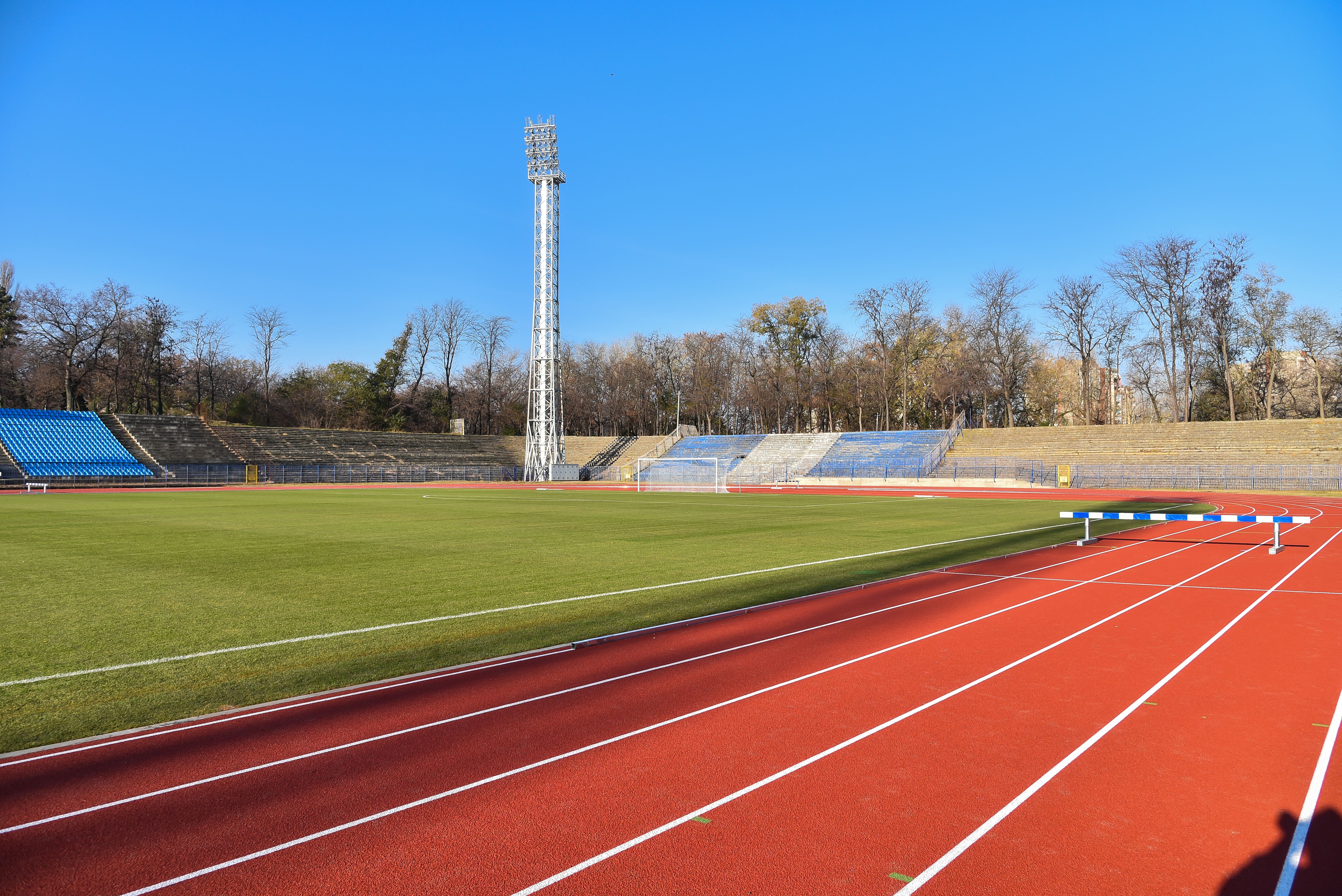
Městský sportovní stadion

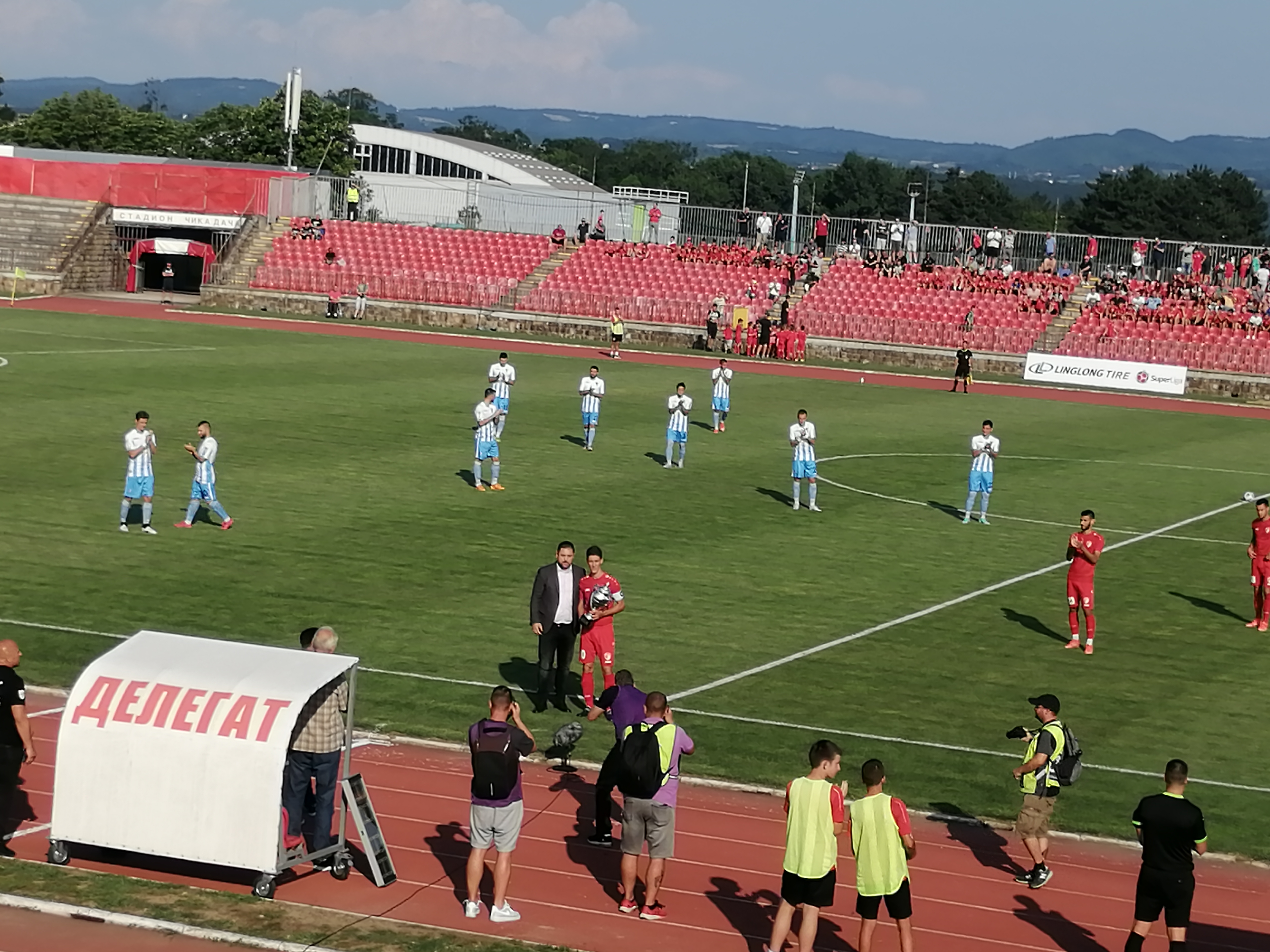
Utkání místního týmu Spartak Subotica.

V Subotici se nachází městský fotbalový stadion (a několik dalších menších fotbalových hřišť), plavecký bazén a sportovní hala. Na konci místní části Radijalac na jejím severním okraji se nachází také obklopená lesem i sportovní hala. V centru města ještě stojí bývalá sokolovna s kluzištěm.
Místní fotbalové týmy jsou: FK Spartak Subotica a FK Bačka 1901. Právě v roce 1901 se zde odehrál v prostoru u Somborské brány první fotbalový zápas na území bývalé SFRJ.
Během období existence SFRJ byl v Subotici rozvíjen také pozemní hokej, který zde získal velkou tradici.
Město se uchází o titul Evropské město sportu pro rok 2024.

## Bezpečnost
Město Subotica má vlastní obvodní věznici (srbsky Okružni zatvor). Patří k menším vězením v Srbsku a vzniklo již v době existence Rakousko-Uherska.

## Zdravotnictví
V Subotici se nachází všeobecná nemocnice (srbsky Opšta bolnica) a dále poliklinika (srbsky dom zdravlja). První uvedená leží na jižním okraji města. Nachází se tu také Veterinární závod.

## Osobnosti
- Danilo Kiš (1935–1989), spisovatel
- Dezső Kosztolányi (1885–1936), maďarský spisovatel
- Péter Lékó (* 1979), maďarský šachista
- Sylvester Levay (* 1945), skladatel
- Branimir Aleksić, fotbalista
- Sava Babić (1934–2012), spisovatel
- Károly Ács (1928–2007), básník
- Ignjat Stanimirović (1812–1878), rektor
- Aksentije Marodić (1838–1909), malíř
- Ištvan Ivanji (1845–1917), zakladatel místní městské knihovny
- Branimir Aleksić (* 1990), fotbalista
- Gyula Cseszneky (* 1914), maďarský básník
- Sreten Damjanović (* 1946), wrestler
- Oliver Dulić (* 1975), politik
- Vlatko Dulić (* 1943), herec
- Zoran Kalinić (* 1958), stolní tenista
- Juci Komlós (* 1919), maďarská herečka
- Zoran Kuntić (* 1967), srbský fotbalista
- Károly Arnau, (1843–1910), maďarský herec

## Partnerská města
- Budapešť, Maďarsko
- Dunajská Streda, Slovensko
- Mnichov, Německo
- Namur, Belgie
- Olomouc, Česko

- Odorheiu Secuiesc, Rumunsko
- Osijek, Chorvatsko
- Szeged, Maďarsko
- Tilburg, Nizozemsko
- Wolverhampton, Velká Británie
- Zirc, Maďarsko